# 고고로
고고로(Gogoro Inc.)는 도시형 전기 2륜 스쿠터, 모페드 및 모터사이클용 배터리 교체 급유 플랫폼을 개발한 대만 회사이다. 또한 자체 전기 스쿠터 라인을 개발하고 Hero, Yamaha, Aeonmotor, PGO, eReady 및 eMOVING과 같은 자동차 제조업체 파트너에게 자체 차량 혁신을 제공한다. 고고로는 또한 대만과 일본 이시가키 섬에서 승차 공유 서비스인 고셰어(GoShare)를 운영하고 있다.
고고로의 첫 소비자 제품인 고고로 스마트스쿠터(Gogoro Smartscooter)는 2015년 1월 라스베이거스에서 열린 CES(소비자 가전 전시회)에서 공개되었다. 고고로는 스쿠터와 함께 고고로 에너지 네트워크(Gogoro Energy Network)라는 이름으로 배터리 교환 네트워크를 발표했다.

## 같이 보기
- 대만의 기업 목록
- 배터리식 전기자동차
- 충전소
- 전기자동차